# Tayloria jamesonii
Tayloria jamesonii là một loài rêu trong họ Splachnaceae. Loài này được (Taylor) Müll. Hal. mô tả khoa học đầu tiên năm 1848.